# Grigori Kulik
Grigori Ivánovich Kulik (ruso: Григорий Иванович Кулик) (9 de noviembre de 1890 - 24 de agosto de 1950) fue un comandante militar soviético, Mariscal de la Unión Soviética.

## Biografía
Kulik nació en una familia campesina cerca de Poltava, en Ucrania, en aquel momento parte del Imperio ruso. Soldado del Ejército Imperial durante la Primera Guerra Mundial, se unió al Partido Bolchevique en 1917 y al Ejército Rojo en 1918. Durante la guerra civil rusa se convirtió en comandante de artillería, tomando parte en diversas batallas como la de Járkov.
En 1926 Kulik fue nombrado jefe del Directorio Principal de Artillería del Ejército Rojo, permaneciendo como comandante de las fuerzas de artillería soviéticas hasta 1941. Intervino en la guerra civil española, siendo asesor del general Pozas durante la batalla del Jarama. Era tanto un leal estalinista como un militar conservador, opuesto a las novedosas reformas propuestas por Mijaíl Tujachevsky durante los años 30. Por esta razón sobrevivió a la Gran Purga de 1937-1938 y en 1939 fue nombrado viceministro de Defensa, tomando parte en la ocupación soviética del este de Polonia en septiembre, al comienzo de la Segunda Guerra Mundial. Dirigió el ataque de la artillería soviética sobre Finlandia al comienzo de la guerra de Invierno.
En mayo de 1940, Kulik fue ascendido a Mariscal de la Unión Soviética. Tenía reputación de oficial incompetente y terco, pero su lealtad a Stalin lo puso a salvo de cualquier crítica. Sin embargo, no pudo proteger a su mujer, Kira Simónich, quien dos días antes del ascenso de Kulik había sido arrestada por orden de Stalin, siendo posteriormente ejecutada.
Kulik usó su posición para oponerse a la campaña de Semión Timoshenko en defensa del desarrollo de fuerzas mecanizadas y el uso de campos de minas como medida defensiva, afirmando que las minas eran un arma de débiles. Esta resistencia a la reforma tuvo severas consecuencias para la Unión Soviética. Kulik también subestimó el papel de las armas semi-automáticas en la guerra contemporánea, afirmando que eran un arma puramente policial debido a su relativa mala puntería (comparada con la del rifle) en el disparo. Incluso en artillería, donde intentó promoverla a expensas de las otras armas, su influencia fue dañina. Nada más ser nombrado jefe del Directorio de Artillería ordenó al ministro de Armamentos, Borís Vánnikov, que deseaba armas bellas, ante lo cual este último desarrolló la artillería soviética sin prestar atención a Kulik. Sin embargo, pronto, Kulik ordenó a Vánnikov rescindir el contrato para las nuevas armas antitanque de 76 mm. En lugar de ellas Kulik quería emplear los obuses de 107 mm de la Primera Guerra Mundial, afirmando que no existía ninguna prueba de que los alemanes hubieran mejorado sensiblemente sus tanques. Vánnikov rechazó esta demanda surrealista, describiéndola como desarme en las puertas de una próxima guerra, por lo que fue rápidamente purgado y enviado a prisión, aunque debido a la guerra tuvo que ser liberado y restituido en su puesto. Los obuses antitanque se introdujeron con los predecibles resultados desastrosos. Kulik también se opuso vehementemente a motorizar el arma de artillería, optando por la caballería.
Cuando Alemania invadió la Unión Soviética en junio de 1941, Kulik tomó el mando del 54.º ejército en el Frente de Leningrado. Su incompetencia en este momento acabó con él, tras dirigir grandes derrotas cuyo resultado fue el sitio de Leningrado. En marzo de 1942 fue juzgado y degradado al rango de General de División. Su estatus como uno de los protegidos de Stalin lo salvó del pelotón de fusilamiento, a diferencia de otros generales soviéticos. En abril de 1943 fue nombrado Comandante del 4.º ejército de la Guardia. De 1944 a 1945 fue vicejefe del Directorio de Movilización, y Comandante del Distrito Militar del Volga.
Tras un respiro durante e inmediatamente después de la guerra, Stalin y el jefe del NKVD Lavrenti Beria comenzaron una nueva ronda de purgas militares debido a los celos y las sospechas de Stalin ante el prestigio de los generales soviéticos. Kulik fue cesado de todos sus puestos en 1946 tras una escucha telefónica del NKVD en la que se descubrió que afirmaba que los políticos estaban robando el crédito a los generales. Arrestado en 1947, permaneció en prisión hasta 1950, cuando fue condenado a muerte y ejecutado por traición. Fue rehabilitado por Nikita Jrushchov en 1956 y restaurado póstumamente su rango de Mariscal de la Unión Soviética.